# Chrysso nigriceps
Chrysso nigriceps är en spindelart som beskrevs av Eugen von Keyserling 1884. Chrysso nigriceps ingår i släktet Chrysso och familjen klotspindlar. Inga underarter finns listade i Catalogue of Life.